# Tonight (singel Def Leppard)
Tonight – utwór zespołu Def Leppard, wydany w 1993 roku jako singel promujący album Adrenalize.
Pierwsza wersja utworu została napisana w Dublinie w 1984 roku, kiedy to zespół tworzył materiał na album Hysteria, zaś jego pierwsze nagranie nastąpiło w 1985 roku. Ponieważ utwór nie został dokończony, nie został zamieszczony na Hysterii, a zamiast niego na albumie pojawiła się piosenka Love Bites. Następnie zespół nagrał piosenkę w nowej wersji.
Utwór został zamieszczony na albumie Adrenalize w 1992 roku, a w celu uczczenia pierwszej rocznicy jego wydania, został opublikowany w 1993 roku w formie singla, stając się tym samym piątym singlem promującym ten album. Singel został wydany na LP, CD i MC w Stanach Zjednoczonych, Meksyku, Japonii, Wielkiej Brytanii, Niemczech i Francji, różniąc się utworami zamieszczonymi na stronie B, wliczając w to koncertową wersję „Now I’m Here” zespołu Queen bądź wersję demo „Tonight”. Dochody ze sprzedaży singla 7" zespół przeznaczył na organizację The Mercury Phoenix Trust, zajmującą się zwalczaniem AIDS.
Do utworu został nakręcony teledysk, którego reżyserii podjął się Wayne Isham. Klip został nagrany na przełomie stycznia i lutego 1993 roku na Florydzie.
Piosenka zajęła 13. miejsce na liście Mainstream Rock, 34. na liście UK Singles Chart, 50. na liście Canada Top Singles oraz 62. na liście Hot 100.